# Beltrán de la Cueva
Beltrán de la Cueva (in castigliano, in catalano e in portoghese: Beltrán de la Cueva; Úbeda, 1443 circa – Cuéllar, 1º novembre 1492) è stato un politico spagnolo.
Ricoprì un ruolo importante alla corte del re di Castiglia e León, Enrico IV e fu un presunto amante della regina, Giovanna del Portogallo.

## Origine familiare
Figlio del nobile andaluso, Diego Fernández de la Cueva, capo riconosciuto dei de la Cueva a Úbeda (attualmente nella provincia di Jaén).

## Biografia
Secondo le cronache dell'epoca, sembra che il primo incontro di Beltrán de la Cueva col re Enrico IV, sia avvenuto nella primavera del 1456, quando il re fu ospitato in casa di suo padre a Úbeda. Il re per sdebitarsi offrì a Juan de la Cueva, il figlio maggiore di don Diego, un posto alla corte di Castiglia. Don Diego rifiutò, perché preferiva che il suo erede rimanesse accanto a lui, ma non aveva nulla in contrario a che il posto fosse assegnato al suo secondogenito, Beltrán de la Cueva.
Così Beltrán seguì il re alla corte come paggio. 
Stabilitosi a corte, Beltrán de la Cueva ascese rapidamente grazie alle sue eccellenti relazioni con il re; nel 1458, fu nominato maggiordomo e maestro di sala, nel 1459, entrò nell'Ordine di Santiago di stanza a Uclés, nel 1460, ebbe quindi la tenenza della fortezza di Carmona e poi quella del castello di Ágreda, sino ad essere nominato Maestro dell'ordine nel 1462.
Contemporaneamente, nel 1461, era entrato nel consiglio della corona e, nel 1462, ricevette la contea di Ledesma, mentre suo fratello, Gualtiero, era nominato vescovo di Palencia.
Nello stesso anno Beltrán, per l'intermediazione del re, sposò Mencía de Mendoza y Luna, figlia del marchese di Santillana, Diego Hurtado de Mendoza y Suárez de Figueroa (e nipote del cardinale, Pedro González de Mendoza). Come dote ricevette la fortezza ed il titolo di visconte di Huelma, che cedette al padre, Diego con la clausola che alla sua morte, assieme al titolo, sarebbe ritornata a Beltrán de la Cueva.

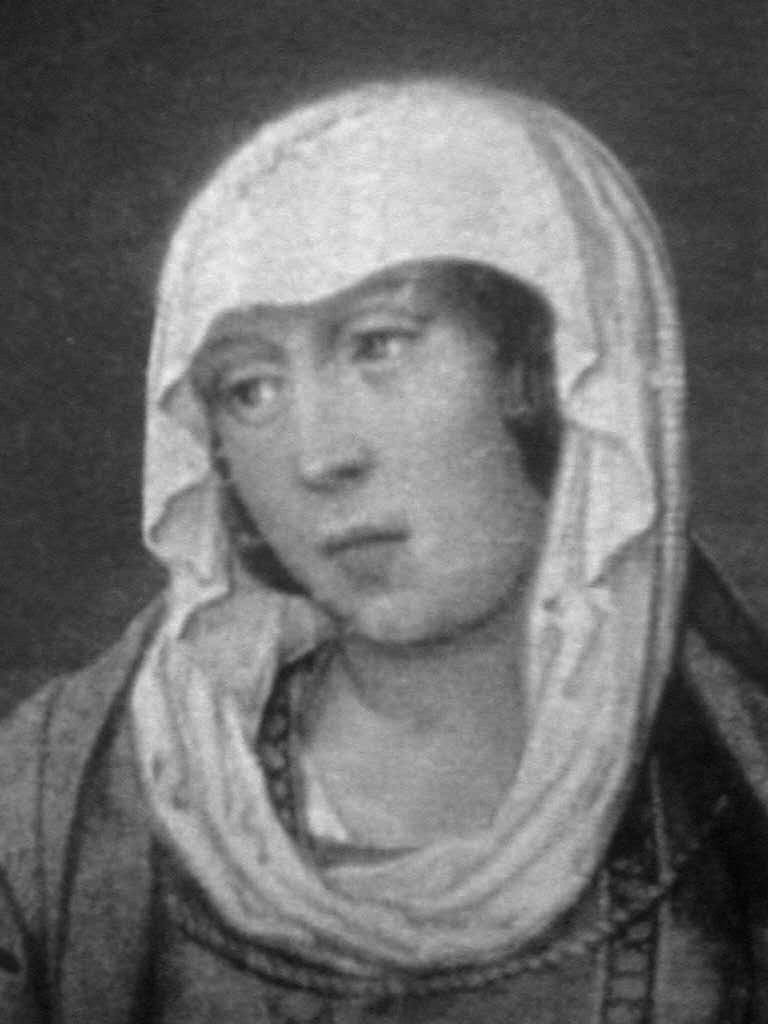
Giovanna di Castiglia, la Beltraneja

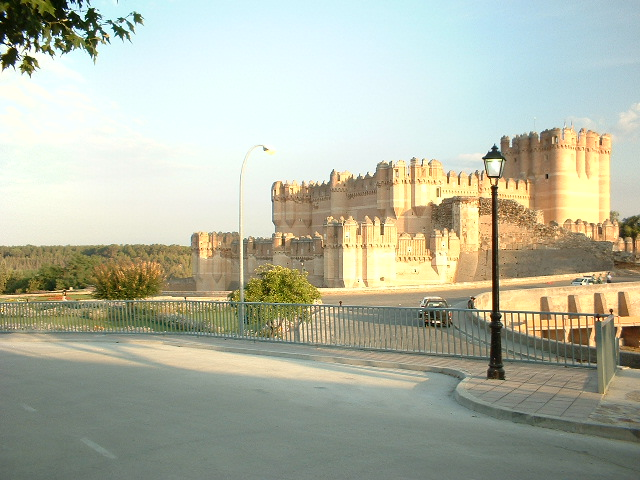
Castello di Coca

Questa folgorante carriera di Beltrán destò invidie e rancori in numerosi cortigiani, che cominciarono a diffondere voci circa una sua presunta relazione con la regina, Giovanna del Portogallo, anzi i nobili partigiani del principe delle Asturie, il fratellastro di Enrico IV, Alfonso (1453 - 1468), che aveva dovuto cedere il titolo di principe delle Asturie (erede al trono di Castiglia) alla figlia nata, nel 1462, dall'unione di Enrico IV e Giovanna del Portogallo, anche lei Giovanna, come la madre, molto abilmente aveva messo in giro la diceria, molto probabilmente inventata, che la figlia di Giovanna del Portogallo fosse figlia non di Enrico IV, ma di Beltrán de la Cueva, che di Enrico era uno dei migliori amici. E da allora la fazione contraria al re cominciò a denominare la figlia di Enrico IV e Giovanna del Portogallo, Giovanna la Beltraneja.
Nel 1463, per cercare di soffocare le dicerie Beltrán fu espulso da corte, dopo avergli revocato l'incarico di Maestro dell'Ordine di Santiago, ma in compenso, tra il 1463 ed il 1464, ottenne il ducato di Alburquerque, la tenenza dei castelli di Peñalcázar e di Soria ed il governo delle città di Roa, La Codosera, Aranda, Molina, Atienza, Anguix e Cuéllar.
Le due fazioni della nobiltà castigliana cercarono di far nominare erede al trono ciascuna il proprio candidato e le cortes, nel 1464, si pronunciarono a favore di Giovanna, figlia di Giovanna del Portogallo riconoscendola figlia legittima di Enrico IV, ma la fazione avversa, nel 1465, tenne un'assemblea ad Avila (Farsa de Ávila), dove Alfonso (Alfonso XII) fu proclamato re.
Sembra che già nel 1464 Beltrán de la Cueva era stato richiamato a corte, di sicuro, durante la farsa di Avila, era accanto al suo re, Enrico IV.
Giovanna del Portogallo, allora fu inviata a Coca (50 km da Segovia), nel castello del vescovo Fonseca un sostenitore del re Enrico; e sembra che qui abbia incontrato il nipote del vescovo, Pedro de Castilla y Fonseca, con cui allacciò una relazione.
Dopo la regina Giovanna fu trasferita nel convento di san Francesco a Segovia. 
Dopo l'affronto di Avila la lotta tra le due fazioni si trasformò in lotta armata ed i due eserciti si scontrarono, nelle vicinanze di Olmedo, dove Alfonso si era acquartierato, il 20 agosto del 1467, Enrico, dopo uno scontro incerto, riportò la vittoria, ma non entro in Olmedo, permettendo agli avversari di sostenere di aver vinto. Anche in questa occasione Beltrán de la Cueva era a fianco di Enrico IV.
Il re, Enrico, di carattere debole, dopo la morte di Alfonso (1468), accettò l'imposizione della nobiltà e firmò un trattato (Tratado de los Toros de Guisando) nel quale riconosceva di fatto l'illegittimità di Giovanna, designando come erede la propria sorellastra, la sorella di Alfonso, Isabella, che poi fu detta la Cattolica.
Ma, nel 1469, però, dopo che la sorellastra si era sposata con l'erede al trono di Aragona, Ferdinando, contro la sua volontà, Enrico ritrattò il precedente accordo, giurò pubblicamente che Giovanna era sua figlia legittima e la proclamò erede al trono (Cerimonia de la Val de Lozoya).
Però, nel 1474, Giovanna del Portogallo, per via delle relazioni extramatrimoniali, fu ripudiata da Enrico IV che dichiarò che il matrimonio non era mai stato valido, i sostenitori di Isabella ritenevano legittima la successione di Isabella, per il Tratado de los Toros de Guisando, per cui alla morte di Enrico, in quello stesso anno, non riconobbero la successione di Giovanna e puntualmente tra i due partiti scoppiò una guerra civile. 
Beltrán de la Cueva non solo non si schierò dalla parte della sua presunta figlia ma si schierò dalla parte di Isabella, prendendo parte alla guerra sino alla sua conclusione, nel 1479, con la vittoria di Isabella.
Beltrán continuò a combattere sotto le bandiere di Isabella sino all'assedio di Granada, nel 1491.
Morì il giorno di Tutti i Santi del 1492 nel suo castello di Cuéllar.

## Matrimoni

### Primo matrimonio
Nel 1462 sposò Mencía de Mendoza (1440-22 gennaio 1476), figlia di Diego Hurtado de Mendoza. Ebbero sei figli:
- Francisco Fernández de la Cueva (1467-4 giugno 1526);
- Antonio de la Cueva (?-11 gennaio 1476), sposò Elvira de Ayala, ebbero tre figli;
- Íñigo de la Cueva (?-1547), sposò Ana de la Cueva, non ebbero figli;
- Brianda de la Cueva, sposò Fernando Gómez Dávila, non ebbero figli;
- Mayor de la Cueva, sposò Pietro di Navarra, ebbero un figlio;
- Mencía de la Cueva (?-1483).

### Secondo matrimonio
Nel 1476 sposò Mencía Enríquez de Toledo (?-24 febbraio 1479), figlia di García Álvarez de Toledo y Osorio. Ebbero un figlio:
- García de la Cueva

### Terzo matrimonio
Nel 1482 sposò María de Velasco (1450-?), vedova di Juan Pacheco, figlia di Pedro Fernández de Velasco. Ebbero due figli:
- Cristóbal de la Cueva, sposò Leonor de Velasco, ebbero tre figli;
- Pedro de la Cueva (1485-1546)

Inoltre ebbe un figlio da doña Beatriz de Santiago, moglie di Santiago de Palencia:
- Juan de la Cueva, sposò Juana de Villavicencio, ebbero sette figli.